# Innamoramento e amore
Innamoramento e amore è un libro di Francesco Alberoni.

## Contenuto sintetico dell'opera
Nella sua teoria socio-psicologica Francesco Alberoni afferma che l'innamoramento è un processo della stessa natura della conversione religiosa o politica.
Le persone si innamorano quando sono pronte a mutare, ad iniziare una nuova vita.
L'innamoramento, secondo Alberoni, si compone di un rapido processo di destrutturazione-ristrutturazione chiamato stato nascente. Nello stato nascente l'individuo diventa capace di fondersi con un'altra persona e creare una nuova collettività ad altissima solidarietà. Di qui la definizione: l'innamoramento è lo stato nascente di un movimento collettivo formato da due sole persone.
Per capire se è veramente innamorato, il soggetto si sottopone a delle prove di verità e, per scoprire se è ricambiato, sottopone la persona amata alle prove di reciprocità. Il processo incandescente dello stato nascente attraverso queste prove dà luogo a delle certezze e produce un amore stabile.
Secondo Alberoni la fenomenologia dell'innamoramento è la medesima tanto nei giovani quanto negli adulti, nei maschi come nelle femmine, negli omosessuali come negli eterosessuali: questo perché la struttura dello stato nascente non cambia.
Il sociologo, in contrasto con le teorie consolidate della psicoanalisi, non considera l'innamoramento una regressione, ma lo fa nascere dallo slancio verso il futuro, verso il cambiamento e lo considera fondamentale per la formazione della coppia amorosa.

## Edizioni
- Francesco Alberoni, Innamoramento e amore, Garzanti, 1979,  pp.148 , cap.22.

## Traduzioni
| Paese               | Titolo                    | Editore              | Anno       | Codice ISBN            |
| ------------------- | ------------------------- | -------------------- | ---------- | ---------------------- |
| Barcellona, Spagna  | Enamoramiento y amor      | Gedisa Editorial     | 1980, 1985 | ISBN 978-84-7432-310-8 |
| Parigi, Francia     | Le Choc amoureux          | Ramsay               | 1981       |                        |
| Danimarca           | Forelkelse og Kaerlighed  | Information Forlag   | 1981       |                        |
| Svezia              | Foralskelse och Karlek    | Korpen               | 1981       |                        |
| Atene, Grecia       | To xupnema tou erota      | Chadjinikoli         | 1982       |                        |
| Stoccarda, Germania | FVerliebt sein und Lieben | D.V.A.               | 1983       |                        |
| New York, USA       | Falling in Love           | Random House         | 1983       | ISBN 978-0-394-53007-9 |
| Portogallo          | Enamoramento e amor       | Bertrand             | 1983       |                        |
| Helsinki, Finlandia | Rakastuminen              | Otava                | 1984       |                        |
| Brasile             | Enamoramento e amor       | Rocco                | 1986       |                        |
| Norvegia            | Forelsking og Kjaerleik   | Norske               | 1985       |                        |
| Barcellona, Spagna  | Enamorament I amor        | Laia                 | 1988       |                        |
| Russia              | Дружба и любовь           | Progress Publ. House | 1991       | ISBN 5-01-001600-1     |
| Giappone            |                           | Shinhyron            | 1986       |                        |
| Turchia             |                           | Literatur Yayincilik |            |                        |
| Israele             |                           | Hakibbutz Hameuchad  |            |                        |

## Curiosità
Il libro è stato fonte di ispirazione per l'album Innamoramento della cantante francese Mylène Farmer pubblicato nel 1999. Molti sono i riferimenti al pensiero dello scrittore e nel libretto del cd possiamo trovare anche una citazione dello stesso Alberoni utilizzata nel suo libro.